# Heteroporus
Heteroporus is een geslacht van schimmels behorend tot de familie Podoscyphaceae.

## Soorten
Volgens Index Fungorum telt het geslacht vijf soorten (peildatum april 2022):
| Soortnaam                 | Auteur(s)            | Publicatiejaar |
| ------------------------- | -------------------- | -------------- |
| Heteroporus kinabaluensis | Corner               | 1987           |
| Heteroporus maximus       | (Brot.) Lázaro Ibiza | 1916           |
| Heteroporus odoratus      | Corner               | 1987           |
| Heteroporus sublacunosus  | Corner               | 1987           |
| Heteroporus viscosus      | (Pers.) Lázaro Ibiza | 1916           |